# Suctobelbila fonticula
Suctobelbila fonticula är en kvalsterart som beskrevs av Hammer 1975. Suctobelbila fonticula ingår i släktet Suctobelbila och familjen Suctobelbidae. Inga underarter finns listade i Catalogue of Life.